# 布卢菲尔德鱼属
布卢菲尔德鱼属（学名：Bluefieldius）为辐鳍鱼纲的一个属。

## 下属物种
本属包括以下物种：
- Bluefieldius mercerensis Mickle, 2018[2]